# Ден на радиото и телевизията
Денят на радиото и телевизията 7 май е професионален празник на всички отрасли на радиотехниката и свръзката в България и Русия. Чества се в България като Ден на радиото и телевизията и в Русия като Ден на радиото (на руски: День радио) от 1945 г. в чест на 50-годишнината от създаването на радиото.

## История и обосновка
На 7 май 1895 г. руският физик Александър Попов представя своето ново откритие – първия радиоприемник в света. Той демонстрира пред Руското физическо дружество в Санкт Петербург изобретения от него уред за предаване и приемане на електрически колебания на големи разстояния без проводник, наречен радио.
Александър Попов доказва, изследва и обосновава възможността устройството да служи за „индикация“ при достатъчно мощен източник на излъчване, използвайки стъклена тръбичка с метални прахове между два електрода за индикатор на приеманите сигнали във вид на електромагнитно поле (радиовълни, които тогава са наричани електрически вълни или „херцови“ вълни). За основа на източника на електромагнитни вълни той използва схема, която е използвал и Лодж предната година в Оксфорд. Попов усъвършенства схемата и реализира предаване на електромагнитни вълни на голямо разстояние. За излъчвател на тези вълни в първите радиопредавателни устройства А. С. Попов е използвал електромеханичен вибратор, подобен на дипола на Херц. Той увеличава разстоянието на връзката чрез повишаване на чувствителността на индикатора на приеманите сигнали от (кохерера) и чрез увеличаване на мощността на приеманите сигнали посредством проводникова антена, свързана към кохерера.
Устройството заедно с кохерера е имало и електрически звънец с чукче, с което са приемани сигналите във вид на информация от морзовата азбука. Апаратът на Попов давал възможност за първи път да се приемат радиосигнали, носещи информация чрез радиовълни и отваря пътя към създаването на други радиоустройства, позволяващи практическо използване на радиовълните. От една зала на университетската сграда Попов изпраща в друга думите „Хайнрих Херц“, които председателят на дружеството възпроизвежда на черната дъска. Така на 7 май 1895 г. е извършено първото безжичното предаване на съобщение на разстояние – името на Хайнрих Херц, в памет на починалия предишната година германски физик. Именно това, че не само са излъчвани радиовълни, а чрез тях е предадена информация, е основата на претенцията Александър Попов да се сочи за откривател на радиото, а 7 май да се чества като Международен ден на радиото.
През 1899 г. Попов включва към уреда телефонна слушалка и създава възможност за слухово приемане на сигналите. През 1907 г., според договор между българското и руското правителство, до село Франга (днес Каменар), северно от Варна, започва работа първият български безжичен телеграф. През лятото на 1911 г. на борда на крайцера „Надежда“ започва да работи радиостанция, а на 1 май 1912 г. влиза в редовна експлоатация първата българска брегова радиостанция до село Франга, „която служи за приемане и предание на телеграми от странство и България“. Впоследствие радиото навлиза в масова употреба и в България, като става едно от основните средства за далекосъобщения.

## Други празници
Денят на радиото и телевизията не бива да се бърка с други подобни празници:
- Международен ден на телекомуникациите – отбелязва се на 17 май.
- Световен ден на радиото – определен е от ЮНЕСКО на 13 февруари по предложение на Испания от 2012 г. с рекламна цел за популяризиране на радиото.[5][6][7]
- Ден на свързочни войски – отбелязва се на 20 октомври.
- Международен ден на радиолюбителя или Световен ден на радиолюбителя – отбелязва се на 18 април.
- Ден на работещите в радиото, телевизията и свръзките на Украйна – 16 ноември.